# Yuexi (sockenhuvudort i Kina, Jiangsu Sheng, lat 31,22, long 120,58)
Yuexi (kinesiska: 越溪, 越溪街道) är en sockenhuvudort i Kina. Den ligger i provinsen Jiangsu, i den östra delen av landet, omkring 190 kilometer sydost om provinshuvudstaden Nanjing. Antalet invånare är 79 797. Befolkningen består av 42 953 kvinnor och 36 844 män. Barn under 15 år utgör 6,0 %, vuxna 15-64 år 89 %, och äldre över 65 år 4,0 %.
Runt Yuexi är det tätbefolkat, med 947 invånare per kvadratkilometer. Närmaste större samhälle är Suzhou, 9,8 km norr om Yuexi. Runt Yuexi är det i huvudsak tätbebyggt.
Genomsnittlig årsnederbörd är 1 661 millimeter. Den regnigaste månaden är juni, med i genomsnitt 221 mm nederbörd, och den torraste är december, med 59 mm nederbörd.